# Brahim Boutayeb
Moulay Brahim Boutayeb (* 15. August 1967 in Khémisset) ist ein ehemaliger marokkanischer Leichtathlet.
Bis zu den Olympischen Spielen 1988 in Seoul war Boutayeb in der Leichtathletikszene nur wenigen bekannt, und dann schon eher als 5000-Meter-Läufer. Das 10.000-Meter-Rennen in Seoul wurde sehr schnell angegangen, vor allem die Kenianer Kipkemboi Kimeli und Moses Tanui machten Tempo. Eine kleine Spitzengruppe passierte die 5000-Meter-Marke in Weltrekordtempo und Boutayeb übernahm die Spitze. In der letzten Runde drosselte er das Tempo absichtlich und gewann das Rennen mit der bis dahin viertbesten gelaufenen Zeit (27:21,46 min).
Nach den Olympischen Spielen beschloss Boutayeb, sich wieder mehr auf kürzere Distanzen zu konzentrieren. Zwischen 1500 und 5000 Meter stellte er neue persönliche Bestleistungen auf. Bei den Weltmeisterschaften 1991 in Tokio gewann Boutayeb über 5000 Meter die Bronzemedaille. Bei den Olympischen Spielen 1992 in Barcelona wurde Boutayeb Vierter, 75 Hundertstelsekunden hinter dem Sieger Dieter Baumann.
Nachdem er bei den Weltmeisterschaften 1993 in Stuttgart im 5000-Meter-Vorlauf ausgeschieden war, gab Boutayeb seinen Rücktritt bekannt. Seither versucht er sich als Rallye-Fahrer.